# Henri Pitot
Henri Pitot, né le 29 mai 1695 à Aramon où il est mort le 27 décembre 1771, est un ingénieur en hydraulique français, inventeur du tube de Pitot qui sert à mesurer la vitesse des fluides.

## Biographie

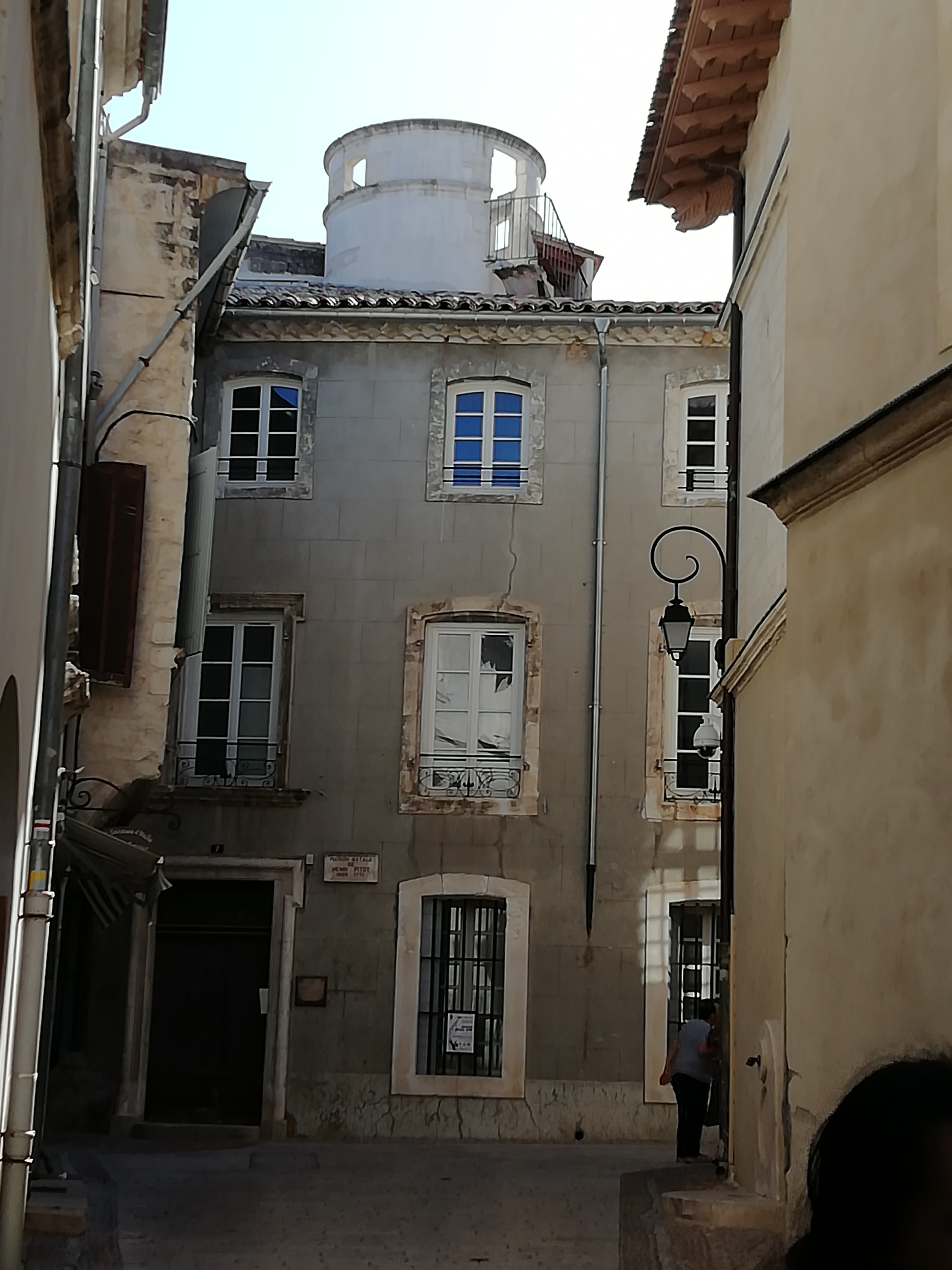
La maison natale d'Henri Pitot à Aramon, avec au sommet son observatoire.

Henri Pitot débute en mathématiques et en astronomie et devient assistant du physicien Réaumur en 1723. Il est nommé adjoint mécanicien de l'Académie des sciences en 1724, puis associé mécanicien en 1727 et pensionnaire géomètre en 1733. En 1740, il devient membre de la Royal Society. En 1742, il est nommé Directeur de la Sénéchaussée de Nîmes et Directeur du Canal Royal du Languedoc. Il acquiert la seigneurie de Launay en 1748, et devient membre de la Confrérie des Pénitents blancs de Montpellier en 1751. Henri Pitot réalise de très nombreux aménagements, routes, ouvrages d'art, fontaines et aqueducs en Languedoc-Roussillon. De 1743 à 1747, il dirige la construction du pont routier qui double le pont du Gard, véritable ouvrage d'art accolé au pont antique. Il réalise de nombreuses digues de protection, notamment sur le cours du fleuve Vidourle. Il restaure également quelques arches du pont romain de Sommières (pont Tibère) malmené par une importante vidourlade (crue du fleuve Vidourle). Son dernier ouvrage remarquable est la construction de l'aqueduc de Saint Clément à Montpellier (les Arceaux) qu'il réalise entre 1753 et 1765 et qui est achevé après sa mort en 1772.

## Tube de Pitot

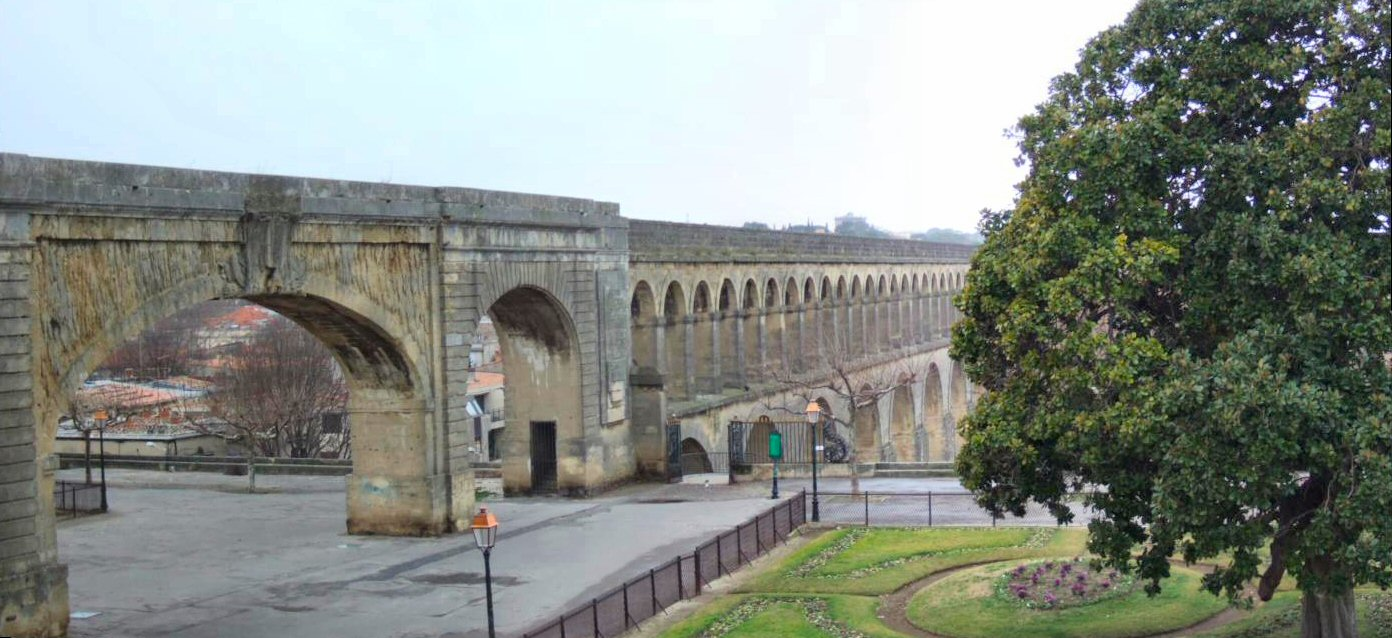
Aqueduc de Montpellier (dénommé « Les Arceaux »).

Pitot s'intéresse ensuite aux problèmes de fluides, notamment à l'écoulement de l'eau dans les rivières, et découvre que beaucoup de théories de son époque sont infondées. Il invente ainsi un instrument destiné à la mesure de la vitesse des fluides connu aujourd'hui sous le nom de tube de Pitot et employé dans de nombreux domaines, notamment en aéronautique pour les anémomètres. Le tube de Pitot permet de mesurer la différence entre la pression totale et la pression statique d'un fluide en mouvement, différence qui est la pression dynamique et est proportionnelle au carré de la vitesse de l'écoulement. Cette relation a été découverte intuitivement par Henri Pitot en 1732, quand on lui a confié la tâche de mesurer l'écoulement de la Seine. Muni de cet instrument, il réalisa les premières mesures fiables de la vitesse de l'eau dans les rivières (à différentes profondeurs), ce qui lui fait pressentir l'existence, dans ces courants d'eau, de ce que l'on appelle plus tard la couche limite. Le tube de Pitot est par la suite perfectionné en 1858 par Henry Darcy.

## Œuvres
- La Théorie de la manœuvre des vaisseaux réduite en pratique, ou les Principes et les règles pour naviguer le plus avantageusement qu'il est possible, Paris, Claude Jombert, 1731 (lire en ligne).

### Articles
- « Propriétés élémentaires des polygones circonscrits autour du cercle », Histoire de l'Académie royale des sciences avec les mémoires de mathématique et de physique tirés des registres de cette Académie,‎ 1725, p. 45-47 (lire en ligne [PDF], consulté le 28 juillet 2009).
- « Nouvelle méthode pour connaître et déterminer l'effort de toutes sortes de machines mues par un courant, ou une chute d'eau. Où l'on déduit de la loi des mécaniques des formules générales, par le moyen desquelles on peut faire les calculs de l'effet de ces machines », Histoire de l'Académie royale des sciences avec les mémoires de mathématique et de physique tirés des registres de cette Académie,‎ 1725, p. 78-101 (lire en ligne [PDF], consulté le 28 juillet 2009).
- « Description d'une machine pour mesurer la vitesse des eaux courantes et le sillage des vaisseaux », Histoire de l'Académie royale des sciences avec les mémoires de mathématique et de physique tirés des registres de cette Académie,‎ 1732, p. 363-376 (lire en ligne [PDF], consulté le 19 juin 2009).
- « Théorie de la vis d'Archimède, avec le calcul de l'effet de cette machine », Histoire de l'Académie royale des sciences avec les mémoires de mathématique et de physique tirés des registres de cette Académie,‎ 1736, p. 173-183 (lire en ligne [PDF], consulté le 28 juillet 2009).
- « Résolution d'une question astronomique, utile à la navigation. Trouver l'heure du jour, la hauteur du pôle et l'azimuthe pour la variation de l'aiguille, en observant deux fois la hauteur du soleil ou d'un autre astre, avec le temps écoulé entre les deux observations », Histoire de l'Académie royale des sciences avec les mémoires de mathématique et de physique tirés des registres de cette Académie,‎ 1736, p. 255-260 (lire en ligne [PDF], consulté le 28 juillet 2009).

## Hommages
Le collège construit à Aramon (Gard) et ouvert en mars 1987 porte le nom d'Henri Pitot.